# Rozeta (arhitektura)
Okno rozeta (tudi Katarinino okno) se pogosto uporablja kot splošen izraz za okroglo okno, vendar se uporablja zlasti za tista, ki so v cerkvah zgrajenih v gotskem slogu in so razdeljena na segmente s kamnitimi okenskimi križi in krogovičjem. Ime "rozeta" ni bilo uporabljeno pred 17. stoletjem. Skladno z Oxford English Dictionary, beseda izhaja iz angleškega imena za "cvet vrtnice". 
Izraz "kolo" se pogosto uporablja za okna, razdeljena z enostavnimi naperami radialno iz osrednje izbokline ali odprtine, medtem ko se izraz "rozeta" uporablja izključno za okna, včasih zelo kompleksne zasnove, v katerih je mogoče videti podobnost s cvetnimi listi vrtnice. Rozete imenujemo tudi Katarinino okno po sv. Katarini Aleksandrijski, ki je bila obsojena in usmrčena na kolesu z ostrimi noži. Krožna okna brez krogovičja, kot jih najdemo v številnih italijanskih cerkvah, se imenujejo očesna okna ali oculus.
Rozete so še posebej značilne za gotsko arhitekturo in jih lahko opazimo v vseh večjih gotskih stolnicah v zahodni Evropi. Njihovi začetki segajo že v romaniko in rozete se lahko kažejo v različnih oblikah v celotnem srednjem veku. Njihova priljubljenost je bila oživljena z drugimi srednjeveškimi funkcijami v času preporoda v 19. stoletju, tako da jih lahko vidimo v krščanskih cerkvah po vsem svetu.

## Poreklo
Izvor rozet je mogoče najti v rimskem oculusu. Te velike okrogle odprtine so služile kot vir svetlobe in zraka. Najbolj znana je na vrhu kupole Panteona v Rimu.
V zgodnji krščanski in bizantinski arhitekturi obstajajo primeri uporabe krožnega očesa. Običajno se pojavijo bodisi okoli kupole, kot v baziliki Božjega groba v Jeruzalemu ali visoko na koncu zatrepa v klasični obliki pedimenta, kot v Sant'Agnese fuori le mura v Rimu in v stolnici Torcello.
Okno iz 8. stoletja, zdaj se nahaja v Benetkah, je izklesano iz enega samega kosa je sestavljeno izmenično iz elementov krogovičja, kot sestavnih delov dveh ravni štirih lancet, ločenih s tremi očesi. Veliko polkrožnih oken s preluknjanim krogovičjem je nastalo med 6. in 8. stoletjem, kasneje pa v Grčiji. 
Majhna krožna okna, kot je v S. Agnese in Torcellu, kakor tudi neglazirane dekorativne okrogle vdolbine so najprej uporabljali v cerkvah v Italiji, vse večjo popularnost pa so dosegla v kasnejšem obdobju romanike.
Nemška umetnostni zgodovinar Otto von Simson je menil, da je izvor okna rozeta v oknu s šestimi oblikovanimi rozetami in osmerokotniku, ki krasi zunanjo steno palače Omajadov Khirbat al-Mafjar (ali arabsko قصر هشام‎ Qaṣr Hishām), zgrajena v Jordaniji med letoma 740 in 750. Ta teorija zagovarja, da so zasnovo tega privlačnega okna v Evropo prinesli križarji in ga uvedli v cerkveno arhitekturo.

### Okna Oviedo
V bližini Ovieda v Španiji je več cerkva iz poznega 9. do zgodnjega 10. stoletja, ki prikazujejo izjemen niz oken, ki vsebujejo najzgodnejše primere krogovičja zunaj Bizantinskega cesarstva. Motivi so zelo podobni bizantinskim okraskom, ki so služili za razbremenitev marmorja sarkofagov, prižnic in tudi glav in preluknjanih dekoracij zaslonov oken v Raveni in Carigradu. Cerkev San Pedro ima pravokotno okno s preluknjano dekoracijo v dveh prekrivajočih se krogih, zgornja vsebuje grški križ, okno pa se deli s krogi in kraki križa v številnih delih, kot krogovičje luči. 
V cerkvi San Miguel de Lillo je prvi znan primer osno postavljenega oculusa s krogovičjem. 

### Romanska krožna okna
Krožna okna in okrasne krožne vdolbine so značilnost številnih romanskih cerkva in stolnic, zlasti v Nemčiji in Italiji, kjer je slog obstajal daljše obdobje in se prekrival z razvojem gotike v Franciji ter prihodom francoskih arhitektov v Anglijo. 
V Nemčiji, stolnica v Wormsu, je okno kolo na koncu pedimenta ladje in zatrepa, zelo podobno zgodnjekrščanski baziliki S. Agnese v Rimu. Apsidalni zahodni konec ima okno z manjšim oculusom na vsaki strani. Cerkev apostolov v Kölnu ima paleto obeh očes in oblikovana okna, ki imajo dekorativno funkcijo v zatrepu in pod Renskim zvonikom. Osmerokotna kupola ima obroč oculusov z dvema v vsaki od ukrivljenih ploskev.
V Třebíču, Češka republika je bazilika sv. Prokopa iz 12. in 13. stoletja zgrajena v romanskem slogu z apsidalnimi okni, podobne tistim v Wormsu, vendar so v tem primeru odprtine napolnjene s krogovičjem v gotskem slogu, kar jasno označuje prehod v nov slog.
V Italiji je bila uporaba krožnih motivov v različnih materialih značilnost cerkvene fasade, ki se pojavlja na zgodnje krščanske dobe, romanike, gotike, renesanse in baroka. Znani primer so tisti veliki krogi iz večbarvnega marmorja, ki dopolnjujejo osrednje krožno okno na Albertijevi zgodnje renesančni fasadi v Santa Maria Novella v Firencah.  Oculi so običajno uporabljali kot zgornjo svetlobo v osmerokotnih krstilnicah kot je tista v Cremoni.
Romanske fasade z oculijem imajo San Miniato al Monte, Firence iz 11. stoletja, San Michele v Pavii iz okoli leta 1117 in stolnica Pistoia iz leta 1150. Ko so se okna povečala v kasnejšem obdobju romanike, so kolesna okna postala standardna lastnost, s številnimi izvrstnimi primeri v baziliki san Zeno v Veroni in stolnici v Monzi.
Na romansko pročelje stolnice v Spoletu je množica vgrajenih okroglih oken s krogovičjem, ki obdajajo osrednjo rozeto, ki sedi v kvadratu pod velikim mozaikom iz leta 1207.
V Angliji obstaja pet romanskih oken koles, omeniti je potrebno tisto na župnijskih cerkvah v Barfrestonu in na gradu Hedingham.

### St. Denis, Chartres, Mantes, Laon in Pariz
Prehod iz romanskega sloga v gotiko ni bil jasen tudi v opatiji St Denis na severu Pariza, kjer je Opat Suger, med letoma 1130 in 1144 zbral različne novo nastajajoče značilnosti gotike v eni sami stavbi, s čimer se je "oblikoval" gotski slog. 
Sugerjevo originalna rozeta v prototipu gotske fasade St. Denis je verjetno predhodnica mnogih ostalih okroglih oken v romanskih stavbah, kot so tiste v Angliji, na Třebíču ter Spoletu in v fasadi v Speyeru.
Sugerjevo okno po svojem videzu ni bilo izrazito gotsko. Nima več svoje prvotne oblike, ampak obliko iz sredine 19. stoletja, ki jo je izdelal restavrator Viollet-le-Duc. Ima zelo veliko oko na sredini, steklo je podprl z železnim obročem in obdal z enostavnim polkrožnim vršičkom izrezanim iz ravnega kamna, znano kot "ploščato krogovičje". Okno ima zdaj gotsko krogovičje, ki ga je morda dodal Viollet-le-Duc, ki je bil zelo zaskrbljen zaradi pomanjkanja stabilnosti celotne fasade in potem obnovljenega stolpa.
Skupaj s preprostimi kolesnimi okna iz poznega normanskega obdobja v Angliji, Nemčiji in Italiji, veliko okno iz poznega 12. stoletja še vedno obstaja na stolnici v Chartresu. To izjemno okno združuje veliko rondelo v centru z žarkastimi naperami kolesa, obdano z obročem manjših "ploščato krogovičij" školjkastih oblik. Okno, ki prikazuje Poslednjo sodbo, vsebuje svoj prvotni načrt zasteklitve in ohranja veliko prvotnega stekla iz leta 1215, kljub temu, da je utrpelo škodo med drugo svetovno vojno. 
Po vzoru zahodnega okna v Chartresu, so bolj drzna gotska okna izdelali na cerkvi Notre-Dame v Mantesu in dinamično kiparsko fasado stolnice Laon (ki je prav nenavadna, ima rozeto v vzhodnem delu kot tudi v transeptu). Ta okna dajejo veliko svetlobe, ki jih omogoča krogovičje v polkrožni obliki, kot se prekrivajo venčni listi.
Okno, ki je ključnega pomena za dobro znano gotsko fasado Notre Dame v Parizu, ima še bolj izrazit gotski videz, z okenskim križem v dveh pasovih, ki izhajajo iz centralnega rondela, vsak se končuje s koničastimi loki. To okno, ki je bilo končano okoli leta 1225, je postal vzorec za mnoge druge rozete, vključno s tistimi v St. Denis in velikansko in zapleteno okno v južni prečni ladji v Notre Dame..
V Chartresu so rozete v transeptih v slogu izvirnega 12. stoletja. Južna rozeta združuje kolo s krogi in polkrog, medtem ko je na severu s kvadratnimi elementi povečana svetloba, ki se vrti okrog središča. Vse so določene pod različnimi koti, kar ustvarja kalejdoskopski učinek z veliko energije.

### Nadaljnji razvoj
Po vzoru iz Chartresa so se dimenzije rozete začele povečevati z razvojem okenski stilov, povezanih z gotsko arhitekturo. Do sredine 13. stoletja je rozeta dosegla največjo možno velikost - celotno širino glavne ali prečnih ladij, kot je razvidno pri rozeti v transeptu v St. Denis v Parizu.
Na pročeljih St. Denis, Chartres, Mantes, Laon in Pariz, je bila rozeta vstavljena pod krožni lok. Naslednji pomemben razvoj je bil v skladu s koničastim obokom, kot je bilo storjeno v Notre-Dame de Reims (po letu 1241), v prečnih ladjah, kakor tudi v kasnejših rozetah na fasadi. Ta oblika je verjetno izhajala iz zdaj uničene St. Nicaise, tudi v Reimsu.
Rozeta je pogosto postavljena nad zaporedjem vertikalnih oken kot teme kompozicije.
Zadnji korak v evoluciji gotskega sloga je bila določitev rozete v sklop vertikalnih oken, za dodajanje višine, tako da je postala središče ogromnega okna, ki pokriva celotno steno ladje, kot je to v Rouenu ali stolnici Beauvais. To vrsto sestave je mogoče videti tudi na vzhodnem koncu milanske stolnice.
Rozete so bile vgrajene tudi v kvadratnih oknih, pri čemer so razliko napolnili z manjšimi okenci kot v Parizu leta 1257 ali z neprebodeno skulpturo, obliki bolj pogosti v Italiji (Spoleto) in videna tudi v severni prečni ladji v Westminstrski opatiji in stolnici v Strasbourgu.

## Slogi

### Oculi (očesna okna)
To so lahko odprta ali slepa, lahko zastekljena ali polnjena s tankim alabastrom. V pozni gotiki so bila zelo velika očesna okna pogosta v Italiji, in so se uporabljala namesto krogovičij. Lahko so jih napolnili s slikami v vitražu, ki se je izoblikoval v poznem srednjem veku in zgodnji renesansi (oblikovalci Duccio, Donatello, Uccello in Ghiberti). 

### Okno v obliki kolesa
Ta okna so imela preprosto krogovičje iz naper speljanih bodisi iz osrednje izbokline ali iz osrednje rondele. Priljubljena so bila v času romanike in gotike v Italiji, so se kasneje uporabljala po vsej Evropi, predvsem v Nemčiji. Pojavijo se tudi v romansko oživljenih zgradbah iz 19. in 20. stoletja.

### Ploščato krogovičje
Rozete s prebodenimi odprtinami namesto krogovičja se pojavijo na prehodu med romaniko in gotiko, predvsem v Franciji in predvsem v Chartres. Najbolj znan primer v Angliji je rozeta v severnem transeptu, znana kot Dekanovo oko (Dean Eye) v stolnici v Lincolnu. Ta okna so včasih oživljali v stavbah iz 19. stoletja.

### Zgodnja gotika
Rozete s krogovičjem, ki vsebuje prekrivajoče loke kot cvetje, okroglih in kvadratnih oblik. Ta oblika se pojavlja v severni Franciji, zlasti na stolnici Laon, v Italiji in Angliji. Ta slog okna je priljubljena pri kasnejšem oživljanju gotske arhitekture zaradi pomena, ki ga ima cvet z ozirom na Marijo rožnega venca.

### Rayonnant gotika
Rozeta, deljena z okenskim križem iz centralnega rondela, se prekriva v kompleksno obliko, vsako novo okno se konča s koničastim obokom in je pogosto prepredeno s štiriperesno deteljico in drugimi tovrstnimi oblikami. Mnoge izmed največjih rozet v Franciji so take, predvsem tiste v Parizu in v ladjah St. Denisa. Zelo znan primer v Angliji je v severni prečni ladji Westminstrske opatije. Ta slog se pojavlja pogosto v gotskih cerkvah in ima tudi veliko posnemovalcev v gotsko oživljenih stavbah.

### Dekorativna gotika
Slog je označen z S-krivuljo v krogovičju, kar povzroča da vsako steklo zažari in daje razposajeno obliko. Velika okna so sestavljena iz dokaj ponavljajočih, bogato oblikovanih stekel, odvisno od množine delov. Dobri primeri so na stolnici Beauvais in Sainte-Chapelle v Parizu. Nekatere poznogotske rozete so izredno kompleksno oblikovane, pogosto so uporabljeni elementi gotskega sloga na nepričakovane načine. Veličasten je primer fasade stolnice v Amiensu. Čeprav zasnova običajno izžareva iz osrednje točke, ne sme biti simetrična okrog vseh osi. To lahko vidimo v oknu imenovanem škofovo oko na Lincolnski stolnici, katerega oblika ima obliko dveh ušes pšenice.

### Renesansa
Renesansa predstavlja prelom z gotskim slogom in vrnitev h klasiki. Preprosto očesno okno je bilo včasih dodano bodisi v klasični pediment  ali okrog kupole kot na kapeli Pazzi v Firencah. 

### Barok
Baročni slog veliko več uporablja očesna okna, ki niso bila vedno okrogla, pogosto so ovalna ali bolj kompleksnih oblik. Bila so brez krogovičja ali z okenskim križem v zelo preprosti obliki, pogosto obdana z bogato okrašeno rezbarijo. Namen teh oken je subtilna osvetlitev notranjih prostorov, brez zatekanja k velikim oknom, ki ponujajo zunanje podobe. Le redko predstavljajo prevladujoči vizualni element, bodisi na fasadi ali v notranjosti. Vendar pa obstaja nekaj opaznih izjem, zlasti slavni izbruh svetlobe, ki se prelije skozi ovalno alabastrno okno, ki prikazuje Svetega Duha v ozadju glavnega oltarja bazilike svetega Petra v Rimu.

### Moderna
Sodobne rozete so pogosto preproste vrste okularja, imajo eklektično paleto vplivov, ki vključuje abstraktno umetnost, portale ladje in neglazirane krožne odprtine orientalske arhitekture.

## Simbolizem
V gotskih stolnicah in cerkvi, kjer je rozeto pogosto najdemo predvsem v zahodni steni, je najpogostejši predmet vitraž, ki jih vsebuje Poslednjo sodbo, ki je z dolgoletno tradicijo upodobljena bodisi v zidano ali stekleno zahodno steno stavbe.  V takem oknu je Kristusa prikazan sedeč v središču in okoli njega so simboli štirih evangelistov, apostoli, preroki, svetniki in angeli. Nekatera okna kažejo Božjo oblast nad nebesi in zemljo, z zodiakalnimi znaki in delom v prihodnjih mesecih. 
Ko so rozete uporabljali na koncu transepta, je bilo eno od teh oken pogosto posvečeno Mariji, kot je Jezusovi materi. V sodobni katoliški misli, je rozeta pogosto povezana z Devico Marijo, ker je eden od njenih naslovov, na katere se sklicuje Sv. Bernard iz Clairvauxa, »Mistična roža". Specifična asociacija Marije z rozeto ni iz srednjega veka, ker je bil izraz "rozeta" ni bil skovan do 17. stoletja, v času, ko so bile konstruirana taka stekla. Se pa, z vrnitvijo gotskega sloga v 19. in 20. stoletju, veliko vitražev, ki so bili nameščeni v rozete, tako v novih cerkva kot pri obnovi starih, posvetili Devici Mariji. 

## Regionalni primeri

### Avstralija
Številne avstralske stolnice imajo rozeto v slogu oživljene gotike, tudi tri Williama Wardella v stolnici St. Mary's v Sydneyju in St. Patrick's v Melbourneu, katere oblika je zgornji del zelo velikega sedem okenskega zahodnega konca.

### Ekvador
Dva čudovita primera rozet sta v državni baziliki v Ekvadorju, zgrajeni leta 1893 in v cerkvi Santa Teresa, zgrajeni leta 1934. V  Cuenci v južnem delu Andov ima stolnica opazno rozeto.

### Anglija
V Angliji je bila uporaba rozet pogosto omejena na prečne ladje, nekatere velikih razponov pa so zgrajene v zahodnem delu (Byland Abbey) in v vzhodnem delu (stolnica Old St. Paul v Londonu).
Srednjeveške rozete so na stolnicah v Yorku, Lincolnu, Canterburyu, Durhamu in Oxfordu.
Srednjeveška Beverley Minster je lep primer zgodnje gotskega okna kolesa z desetimi naperami, vsaka svetloba se končuje z vršičkom trilistne deteljice in je obkrožena z dekorativnim ploščatim krogovičjem.
Novejša okna na kapeli Abney Park v Londonu, izdelana 1838 - 1840, William Hosking FSA; Holy Trinity Church, Barnes, London; St. Nicholas, Richmond in stolnica St. Albans, Georga Gilberta Scotta.
Na Christ Church Appleton-le-Moors v Yorkshireu se zdi, da je imel arhitekt J.L.Pearson iz 19. stoletja kot navdih regionalni cvetlični simbol White Rose. To nenavadno ploščato krogovičje iz leta 1860 je bilo zasnovano s petimi dvojnimi deli, kot so dvodelno cvetni listi vrtnice.
Največja rozeta v Angliji je bila vgrajena v kapeli Lancing College leta 1978, s premerom 32 metrov. 

### Francija
Francija ima veliko število srednjeveških rozet, ki vsebujejo številna starodavna stekla. V severni Franciji, je rozeta običajno osrednja značilnost fasade. Tudi fasade prečnih ladij pogosto vsebujejo rozete. Primeri so: Notre-Dame v Parizu, bazilika Saint Denis, stolnica v Chartresu, katedrala v Reimsu, Amiensu in stolnica v Strasbourgu.

### Italija
V Italiji so rozeto arhitekti Lombardije posebej uporabljali. Znane so v San Zeno v Veroni, v stolnici v Modeni in v toskanski gotskih cerkvah, kot so stolnica v Siena in Orvietu. Odličen primer rozete je trinajst kraka v manjši baziliki v Larinu, Molisu (1312). Druge so še Bazilika svetega Frančiška Asiškega in Santa Maria di Collemaggio (1289) v L'Aquili

### Združene države Amerike
Baročni oculus brez krogovičja ali vitraža je mogoče videti v misijonu San Jose v San Antoniu v Teksasu, ki so ga ustanovili frančiškani leta 1718-31.
Največja rozeta v Združenih državah Amerike je Velika Roža nad glavnimi vrati stolnice svetega Janeza Divine v New Yorku. Zasnovana je v slogu oživljene gotike in narejena iz več kot 10.000 kosov vitraža.
Washington National Cathedral ima tri velike rozete, ki predstavljajo Stvarjenje, Poslednjo sodbo in Slavo Boga.
Leta 1954 je francoski umetnik Henri Matisse ustvaril Abby Aldrich Rockefeller spominsko rozeto na vzhodni steni Union Church of Pocantico Hills v New Yorku.

## Galerija
- Francija, stolnica Chartres, staro okno v transeptu pod restavriranjem.
- Francija, stolnica Sens, transept, kaže dekorativno okno vključeno v večji sestav.
- Francija, Sainte-Chapelle, Paris, Apokalipsa v dekorativnem vitražu.
- anglija, stolnica v Lincolnu, Škofovo oko, fragmenti antičnega stekla v valujočem gotskem oknu.
- Nemčija, spominska cerkev (Gedaechtniskirche), Speyer.
- Švedska, cerkev Oscar Frediks.
- Katalonija, Santa Maria del Pi, Barcelona.
- Peru, Lima, predsedniška palača
- Anglija, St Matthias, Richmond. arhitekt G. Scott, steklo William Wailes
- Nemčija, oltarno okno v Himmelsfahrskirche, Dresden.
- Majorka, Palma, geometrijski in cvetlični vzorci v Levantinskem slogu
- Avstralija, okno Waratah, St Bede's, Drummoyne, Sydney, avtor Alfred Handel.
- ZDA, okno nad oltarjem kapele Marsh, Boston University